# Survivor: Odisejev Otok
Survivor: Odisejev Otok (hrv. Opstanak: Odisejev Otok) je prva sezona hrvatske verzije natjecateljsko-avanturističkog show baziran na originalnoj američkoj verziji "Survivor". Sezona je krenula s emitiranjem 12. svibnja 2005. do 7. srpnja 2005. na hrvatskom televizijskom kanalu HTV 2. 
Neposredan preokret ove sezone bio je da je svako pleme bilo prisiljeno sudjelovati u eliminacijskom izazovu prvog dana natjecanja. Kako su Ivan Krželj iz plemena "Ammos" (nazvanog po grčkoj riječi za pijesak) i Ana Marija Bojko iz plemena "Petros" (nazvanog po grčkoj riječi za stijenu) izgubili izazov, oboje su eliminirani iz natjecanja. Tijekom ostatka dijela natjecanja prije spajanja plemena su se borila za većinu kada je došlo spajanje. Kako su mnoge od njih njihova plemena smatrala slabima, većina žena je eliminirana tijekom ovog dijela natjecanja. Kada je došlo do spajanja, dva su plemena postala jedno poznato kao "Zoi", a bivši izvorni članovi Ammosa našli su se od šest do četiri. Zbog toga su svi bivši članovi Ammosa, osim Silvije Zelko, gotovo odmah eliminirani. Kada je došlo vrijeme za final four, natjecatelji su se natjecali u dva izazova kako bi odredili finalna dva. Kao pobjednik prvog izazova Vazmenko Pervanu je odlučio eliminirati jedinu nebivšu članicu Petrosa Silviju Zelko. Kristina Sesar, Vazmenko Pervanu i Vedran Rubrik Šehić tada su bili prisiljeni natjecati se u drugom izazovu u kojem je Vedran Rubrik Šehić pobijedio i odlučili eliminirati Kristinu Sesar, koju su mnogi smatrali negativcem sezone. Za razliku od većine verzija Survivora, pobjednika je izabrala javnost, a ne žiri i unatoč činjenici da je Vedran Rubrik Šehić pobijedio u glasovanju žirija s razlikom 4-3, Vazmenka Pervanu je ove sezone pobijedio s javnim glasom od 68,23 % na 31,77% Vedrana Rubrika Šehića. Zbog niske ocjene Survivor je otkazan nakon ove sezone. Hrvatska verzija Survivora dobila je drugu sezonu u obliku 4. sezone Survivora Srbija, a nova sezona bi trebala izaći 2022. godine.

## O emisiji
"Survivor" je verzija popularne američke emisije "Survivor". Prvi put je s emitiranjem krenula 27. listopada 2008.

## Pravila natjecanja
Natjecatelji su podijeljeni u dva plemena. Svako pleme ima svoje ime, zastavu i određenu boju, a početni zadatak je izgraditi sklonište od materijala koje nađu u okruženju u kojem se nalaze, ali i od sredstava koja dobivaju kao nagradu tijekom natjecanja. Ovisno o godišnjem dobu u kojem se nalaze, dobivaju i minimalan broj predmeta za preživljavanje – najčešće su to noževi, kante za vodu i voda za piće. Vatru također moraju paliti na različite načine, obično onako kako su to činili naši preci, ali postoji mogućnost da kroz uspješno izvršenje zadatka osvoje sredstva za paljenje.
Pred plemenima se nalaze različiti izazovi koji iziskuju i fizički i psihički napor. A svi imaju isti cilj – osvojiti imunitet i spasiti se od izbacivanja iz showa. Natjecatelji često moraju prolaziti kroz testove izdržljivosti, timskog rada, ali prije svega snage volje. No bit će i onih kojima je draže pokazati koliko su snalažljivi u prikupljanju namirnica i kuhanju lokalne hrane.
Postoje dvije vrste izazova: Nagrada i Imunitet. U nagradnom izazovu natjecatelji se bore osvojiti 'luksuzne' stvari koje im nisu neophodne za osnovni život, ali olakšavaju boravak i čine ga ugodnijim, poput šibica, kremena, kraćih putovanja dalje od kampa…
U izazovu Imunitet natjecatelji se bore za zaštitu od izbacivanja, koje se događa na posebnoj ceremoniji, a koju izvodi 'Plemensko vijeće'.
Kada u natjecanju ostane manji broj kandidata, dolazi do spajanja plemena i od tog trenutka borba za rješavanje zadataka postaje individualna!
Ipak, sama igra puna je iznenađenja i preokreta pa tako postoji mogućnost da prije ujedinjenja plemena razmijene svoje članove, nekad slučajnim izborom, a nekad pregovorima dvaju kapetana plemena.
Kako bi se igra dodatno zakomplicirala, postoji i skriveni idol koji daje imunitet, a natjecatelj ga treba pronaći. To je maleni predmet koji se uklapa u ambijent zemlje u kojoj se nalaze, a obično je skriven blizu kampa. U pojedinom ciklusu samo jedan natjecatelj smije tražiti imunitet.
Kada igrač pronađe predmet, može ga iskoristiti u različite svrhe poput cjenkanja s drugim igračima za savez ili, pak, oko glasovanja za izbacivanje. Predmet ga štiti od izbacivanja, ali samo do određenog nivoa igre. Natjecatelj može birati hoće li pokazati skrivenog idola drugima. U svakom slučaju, ostali natjecatelji ne mogu ukrasti ili na bilo koji drugi način prisvojiti predmet tog određenog natjecatelja.

## Voditelji
Show je vodio Kristijan Potočki.

## Završni redoslijed
| Natjecatelji                  | Izvorna plemena | Zamjena plemena | Spojeno pleme | Završno mjesto                        |
| ----------------------------- | --------------- | --------------- | ------------- | ------------------------------------- |
| Ivan Krželj Split             | Ammos           |                 |               | Eliminiran/a u Twistu Day 1           |
| Ana Marija Bojko              | Petros          |                 |               | Eliminiran/a u Twistu Day 1           |
| Lidija Šunjerga 37,           | Ammos           |                 |               | 1. izglasan/a Day 3                   |
| Mirjana Frantal Jadreško Pula | Petros          |                 |               | 2. izglasan/a Day 6                   |
| Iva Jerković 23, Zagreb       | Ammos           |                 |               | Evakuiran/a Day 8                     |
| Šaneta Grbavac 34,            | Ammos           | Petros          |               | 3. izglasan/a Day 12                  |
| Sasha Pintar 31,              | Petros          | Ammos           |               | 4. izglasan/a Day 15                  |
| Dvina Meler 28, Zagreb        | Petros          | Ammos           |               | 5. izglasan/a Day 18                  |
| Tea Đurek 31, Zagreb          | Petros          | Petros          |               | 6. izglasan/a Day 21                  |
| Mladen Glavić                 | Ammos           | Ammos           |               | 7. izglasan/a Day 24                  |
| Vladimir Bambić 45, Zagreb    | Ammos           | Ammos           | Zoi           | 8. izglasan/a 1st Jury Member Day 27  |
| Mihajlo Popović 26, Zagreb    | Ammos           | Petros          | Zoi           | 9. izglasan/a 2nd Jury Member Day 30  |
| Filip Filipović 25, Zagreb    | Ammos           | Ammos           | Zoi           | 10. izglasan/a 3rd Jury Member Day 33 |
| Ivica Jurinić                 | Petros          | Petros          | Zoi           | 11. izglasan/a 4th Jury Member Day 36 |
| Tanja Troskot 35, Zadar       | Ammos           | Ammos           | Zoi           | 12. izglasan/a 5th Jury Member Day 39 |
| Mladen Kezele 41,             | Petros          | Petros          | Zoi           | 13. izglasan/a 6th Jury Member Day 42 |
| Silvija Zelko                 | Ammos           | Ammos           | Zoi           | 14. izglasan/a 7th Jury Member Day 43 |
| Kristina Sesar 25, Zagreb     | Petros          | Petros          | Zoi           | 15. izglasan/a 8th Jury Member Day 44 |
| Vedran Rubrik Šehić 24,       | Petros          | Petros          | Zoi           | Drugo Mjesto Day 45                   |
| Vazmenko Pervan               | Petros          | Petros          | Zoi           | Pobjednik Day 45                      |

## Igra
| Krugovi | Izazovi          | Izazovi          | Eliminirani | Glasovi      | Završetak                            |
| Krugovi | Nagrada          | Imunitet         | Eliminirani | Glasovi      | Završetak                            |
| ------- | ---------------- | ---------------- | ----------- | ------------ | ------------------------------------ |
| 1       | nema             | Petros           | Ivan        | Nema Glasova | Eliminiran/a u Twistu1 Day 1         |
| 1       | nema             | Petros           | Ana Marija  | Nema Glasova | Eliminiran/a u Twistu1 Day 1         |
| 1       | nema             | Petros           | Lidija      | 6-?          | 1. izglasan/a Day 3                  |
| 2       | Petros           | Ammos            | Mirjana     | 8-1          | 2. izglasan/a Day 6                  |
| 3       | ?                | None2            | Iva         | Nema Glasova | Evakuiran/a Day 8                    |
| 4       | ?                | Ammos            | Šaneta      | 7-1          | 3. izglasan/a Day 12                 |
| 5       | Petros           | Petros           | Sasha       | 6-1          | 4. izglasan/a Day 15                 |
| 6       | ?                | Petros           | Dvina       | ?            | 5. izglasan/a Day 18                 |
| 7       | Ammos            | Ammos            | Tea         | 3-?          | 6. izglasan/a Day 21                 |
| 8       | Ammos            | Petros           | Mladen G.   | 4-1          | 7. izglasan/a Day 24                 |
| 9       | None3            | Vazmenko         | Vladimir    | 6-4          | 8. izglasan/a 1. član žirija Day 27  |
| 10      | Ivica [Filip]    | Filip            | Mihajlo     | 5-3-1        | 9. izglasan/a 2. član žirija Day 30  |
| 11      | Silvija [Filip]  | Mladen K.        | Filip       | 5-?          | 10. izglasan/a 3. član žirija Day 33 |
| 12      | Vazmenko         | Vazmenko         | Ivica       | 4-?          | 11. izglasan/a 4. član žirija Day 36 |
| 13      | Kristina         | Kristina         | Tanja       | 3-?          | 12. izglasan/a 5. član žirija Day 39 |
| 14      | ?                | Silvija          | Mladen K.   | ?            | 13. izglasan/a 6. član žirija Day 42 |
| 15      | None             | Vazmenko         | Silvija     | 1-0          | 14. izglasan/a 7. član žirija Day 43 |
| 15      | None             | Vedran           | Kristina    | 1-0          | 15. izglasan/a 8. član žirija Day 44 |
| Finale  | Javno glasovanje | Javno glasovanje | Vedran      | 68% - 32%    | Drugo Mjesto                         |
| Finale  | Javno glasovanje | Javno glasovanje | Vazmenko    | 68% - 32%    | Pobjednik                            |

U slučaju više plemena ili brodolomnika koji osvoje nagradu ili imunitet, navedeni su redoslijedom završetka ili abecednim redom gdje je to bio timski rad; gdje je jedan brodolomnik pobijedio i pozvao druge, pozvani su u zagradi. 
^1  Svi natjecatelji iz oba plemena morali su iz šešira izvući jedno ime. Dva natjecatelja s najvećim brojem "glasova" (po jedan iz svakog plemena) su automatski eliminirana, ali su ostavljena kao rezerva u slučaju da netko odustane.
^2  U ovom ciklusu nije bilo izazova imuniteta zbog Ivinog uklanjanja iz igre. Nakon toga nije postojalo ni plemensko vijeće.
^3  Nije bilo Nagradnog izazova zbog spajanja plemena.

## Povijest glasovanja
|               | Izvorna plemena   | Izvorna plemena         | Izvorna plemena  | Izvorna plemena   | Izvorna plemena   | Zamijenjena plemena | Zamijenjena plemena | Zamijenjena plemena | Zamijenjena plemena | Zamijenjena plemena | Spojeno pleme       | Spojeno pleme     | Spojeno pleme   | Spojeno pleme   | Spojeno pleme   | Spojeno pleme       | Spojeno pleme  | Spojeno pleme   |
| ------------- | ----------------- | ----------------------- | ---------------- | ----------------- | ----------------- | ------------------- | ------------------- | ------------------- | ------------------- | ------------------- | ------------------- | ----------------- | --------------- | --------------- | --------------- | ------------------- | -------------- | --------------- |
| Krugovi #:    | 1                 | 1                       | 1                | 2                 | 3                 | 4                   | 5                   | 6                   | 7                   | 8                   | 9                   | 10                | 11              | 12              | 13              | 14                  | 15             | 15              |
| Eliminiran/a: | Ivan Nema glsova1 | Ana Marija Nema glsova1 | Lidija 6/9 glasa | Mirjana 8/9 glasa | Iva Nema glasova4 | Šaneta 7/8 glasa    | Sasha 6/7 glasa     | Dvina ?/6 glasa     | Tea 3/7 glasa       | Mladen G. 4/5 glasa | Vladimir 6/10 glasa | Mihajlo 5/9 glasa | Filip 5/8 glasa | Ivica 4/7 glasa | Tanja 3/6 glasa | Mladen K. ?/5 glasa | Silvija 1 glas | Kristina 1 glas |
| Glasač        | Glasovi           | Glasovi                 | Glasovi          | Glasovi           | Glasovi           | Glasovi             | Glasovi             | Glasovi             | Glasovi             | Glasovi             | Glasovi             | Glasovi           | Glasovi         | Glasovi         | Glasovi         | Glasovi             | Glasovi        | Glasovi         |
| Vazmenko      |                   |                         |                  | Mirjana           |                   | Šaneta              |                     |                     | ?                   |                     | Vladimir            | Mihajlo           | Filip           | Ivica           | ?               | Mladen K.           | Silvija        |                 |
| Vedran        |                   |                         |                  | Mirjana           |                   | Šaneta              |                     |                     | ?                   |                     | Vladimir            | Mihajlo           | Filip           | Ivica           | ?               | Mladen K.           |                | Kristina        |
| Kristina      |                   |                         |                  | Mirjana           |                   | Šaneta              |                     |                     | ?                   |                     | Vladimir            | Mihajlo           | Filip           | Ivica           | ?               | Mladen K.           |                |                 |
| Silvija       |                   |                         | ?                |                   |                   |                     | Sasha               | ?                   |                     | Mladen G.           | Kristina            | Mladen K.         | ?               | ?               | ?               | ?                   |                |                 |
| Mladen K.     |                   |                         |                  | Mirjana           |                   | Šaneta              |                     |                     | Kristina            |                     | Vladimir            | Mihajlo           | Filip           | Tanja           | Tanja           | ?                   |                |                 |
| Tanja         |                   |                         | ?                |                   |                   |                     | Sasha               | ?                   |                     | Mladen G.           | Kristina            | Mladen K.         | ?               | ?               | ?               |                     |                |                 |
| Ivica         |                   |                         |                  | Mirjana           |                   | Šaneta              |                     |                     | ?                   |                     | Vladimir            | Mihajlo           | Filip           | Tanja           |                 |                     |                |                 |
| Filip         |                   |                         | ?                |                   |                   |                     | Sasha               | ?                   |                     | Mladen G.           | Kristina            | Mladen K.         | ?               |                 |                 |                     |                |                 |
| Mihajlo       |                   |                         | ?                |                   |                   | Šaneta              |                     |                     | Vazmenko            |                     | Vladimir            | ?                 |                 |                 |                 |                     |                |                 |
| Vladimir      |                   |                         | ?                |                   |                   |                     | Sasha               | ?                   |                     | Mladen G.           | Kristina            |                   |                 |                 |                 |                     |                |                 |
| Mladen G.     |                   |                         | ?                |                   |                   |                     | Sasha               | ?                   |                     | ?                   |                     |                   |                 |                 |                 |                     |                |                 |
| Tea           |                   |                         |                  | Mirjana           |                   | Šaneta              |                     |                     | Mihajlo             |                     |                     |                   |                 |                 |                 |                     |                |                 |
| Dvina         |                   |                         |                  | Mirjana           |                   |                     | Sasha               | ?                   |                     |                     |                     |                   |                 |                 |                 |                     |                |                 |
| Sasha         |                   |                         |                  | Mirjana           |                   |                     | ?                   |                     |                     |                     |                     |                   |                 |                 |                 |                     |                |                 |
| Šaneta        |                   |                         | ?                |                   |                   | ?                   |                     |                     |                     |                     |                     |                   |                 |                 |                 |                     |                |                 |
| Iva           |                   |                         | ?                |                   |                   |                     |                     |                     |                     |                     |                     |                   |                 |                 |                 |                     |                |                 |
| Mirjana       |                   |                         |                  | Kristina          |                   |                     |                     |                     |                     |                     |                     |                   |                 |                 |                 |                     |                |                 |
| Lidija        |                   |                         | ?                |                   |                   |                     |                     |                     |                     |                     |                     |                   |                 |                 |                 |                     |                |                 |
| Ana Marija    |                   |                         |                  |                   |                   |                     |                     |                     |                     |                     |                     |                   |                 |                 |                 |                     |                |                 |
| Ivan          |                   |                         |                  |                   |                   |                     |                     |                     |                     |                     |                     |                   |                 |                 |                 |                     |                |                 |

^4  Iva je evakuirana zbog medicinskih razloga.

## Vanjske poveznice
- Arhivirana Službena stranica
- Arhivirana inačica izvorne stranice od 25. ožujka 2012. (Wayback Machine)